# Prêmio Açorianos de 1979
A terceira edição do Prêmio Açorianos ocorreu em 1979 em Porto Alegre e premiou unicamente destaques do setor de arte dramática.

## Premiação
Melhor diretor: Paulo Albuquerque
Melhor ator: Catulo Parra
Melhor atriz: Suzana Saldanha
Melhor ator coadjuvante: Araci Esteves
Melhor espetáculo: O senhor Galindez
Melhor figurino: Fernando Zimpek por Faça-se a luz para esclarecimento do povo
Melhor cenário: Alziro Azevedo por Faça-se a luz para esclarecimento do povo

## Comissão julgadora
- Luiz Antônio de Assis Brasil, da Divisão de Cultura (presidente da comissão)
- Jornalista Aldo Obino, do jornal Correio do Povo
- Jornalista Décio Presser, do jornal Folha da Tarde
- Jornalista Cláudio Heeman, do jornal Zero Hora[3]